# Château de Gerbaix
Le château de Gerbaix est un ancien château fort, du XIIIe siècle, centre de la seigneurie de Gerbaix, dont les ruines se dressent sur la commune française de Gerbaix dans le département de la Savoie en région Auvergne-Rhône-Alpes.

## Localisation
Les ruines du château de Gerbaix sont situées dans le département français de la Savoie sur la commune de Gerbaix, à l'ouest du bourg, au hameau des Brets, au lieu-dit « Le Château », à 680 mètres d'altitude, au sommet d'un mamelon.

## Historique
Le château, qui serait cité depuis le XIIe siècle, est la possession de la famille de Gerbaix, qui nous est connu depuis 1203.
En 1244, le seigneur de Gerbaix conclu un arbitrage avec le prieur de Yenne.
Le château passe à la famille de Rivoire, à la suite du mariage d'Eygline de Gerbaix et de Louis Rivoire, chevalier, seigneur de Domessin et Rochefort, qui en est investi en 1359.
Noble Berlion de Rivoire, seigneur de Gerbais et de Romagnieu, fils de Louis de Rivoire, épouse à Yenne, le 17 mars 1380, Catherine, fille d'Humbert Ier, surnommé le bâtard de Savoie, fils bâtard du comte Aymon de Savoie. Sont présents entre autres Pierre d'Ameysin, chevalier, et Guigues de Sômont, damoiseau.
Le château est en 1514 à Laurent de Gorrevod, seigneur de Gerbaix par mariage, écuyer du duc de Savoie Philibert II dit le Beau, gouverneur de Bresse en 1504 et chef des finances en 1510 de Marguerite d'Autriche, à la suite de son mariage en secondes noces, en 1509, avec Claude Rivoire, dame de Montanay et de Gerbaix, fille de Louis de Rivoire († 1483), seigneur de Gerbaix, de Belmont et de Lay, et, de Marguerite d'Albon.
Il est de 1679, jusqu'à la Révolution française, la propriété de la famille Costa de Beauregard.

## Description
Le château de Gerbaix se présente sous la forme de plusieurs enceintes concentriques. La plus à l'extérieur, est flanquée de tours demi-circulaires, étant la plus tardive. Elles enserrent un logis rectangulaire, avec dans ses angles opposés en diagonale, deux tours carrées. Une citerne complète l'ensemble.
Dans les parties hautes de l'une des deux tours du logis, Laurent de Gorrevod, en 1514, y avait sa bibliothèque.